# Nançay
Nançay település Franciaországban, Cher megyében. Lakosainak száma 768 fő (2022. január 1.). Nançay Neuvy-sur-Barangeon, Presly, Vouzeron, Orçay, Salbris, Souesmes és Theillay községekkel határos.

## Népesség
A település népességének változása:
| Lakosok száma | 753  | 748  | 784  | 842  | 888  | 874  | 832  | 820  | 813  | 768  |
|               | 1968 | 1982 | 1990 | 2006 | 2013 | 2015 | 2017 | 2019 | 2020 | 2022 |